# Gloryhammer
Gloryhammer és un grup internacional de power metal èpic i de fantasia, fundat per Christopher Bowes, vocalista del grup de temàtica pirata Alestorm. Van llançar el seu àlbum debut Tales from the Kingdom of Fife a través de Napalm Records el març de 2013. Cada membre del grup representa un personatge a la història que narra l'àlbum, i als concerts la seva indumentària està caracteritzada pel seu rol corresponent.
Gloryhammer sorgeix l'any 2009 com una idea de projecte durant una gira dels grups britànics Alestorm i Sorcerer's Spell. Després de cercar durant més d'un any un cantant idoni, a mitjans del 2011 en Christopher Bowes es va fixar, per un vídeo a Internet, en Thomas Winkler, el cantant del grup de heavy metal suís Emerald. Tot i que primer va rebutjar l'oferta a causa d'altres compromisos, Winkler es va decidir a finals d'aquell mateix any després que Bowes li preguntés per segona vegada, i finalment es va convertir en el cantant permanent del grup.
La primavera del 2012 Gloryhammer es va reunir a Londres per a una primera sessió fotogràfica, i a mitjans del mateix any va entrar a l'estudi de gravació LSD-Tonstudio, situat a Lübeck i que pertany al productor Lasse Lammert, qui havia treballat amb Alestorm anteriorment. El grup es va tornar a reunir a principis del 2013 a Berlín, on van gravar un vídeo musical per al llançament del seu primer senzill «Angus McFife», dirigit per Oliver Sommer (AVA Studios).
El 29 de març de 2013 es va publicar el seu àlbum debut Tales from the Kingdom of Fife a través de la discogràfica Napalm Records. El nom del disc fa referència als temes de les cançons, que expliquen la història del príncep hereu escocès Angus McFife. Segons una declaració del fundador del grup, Christopher Bowes, aquesta idea s'hauria d'estendre fins a 21 àlbums.
Gloryhammer va fer la seva primera aparició en un festival a l'escenari principal del Metaldays Festival (abans Metalcamp) del 2013, on van actuar també altres grups del mateix gènere, com King Diamond, Iced Earth o Sonata Arctica. Des de llavors han anat de gira arreu del món, com Austràlia, els Estats Units, Anglaterra i Alemanya. El 12 de juny de 2015 el grup va anunciar que el 25 de setembre del mateix any sortiria a la venda el seu nou disc, titulat Space 1992: Rise of the Chaos Wizards. Amb motiu de la presentació d'aquest disc, Gloryhammer va fer una gira europea de sis setmanes amb Stratovarius i Divine Ascension, la qual va incloure 5 dates a Espanya (Bilbao, Madrid, Sevilla, València i Barcelona).
El 31 de maig de 2019 es publicaria el seu tercer àlbum d'estudi Legends from Beyond the Galactic Terrorvortex, ambientat en un univers paral·lel governat pel malvat Zargothrax i on Angus McFife XIII és el Príncep coronat del regne de Fife.
L'any 2021 Gloryammer anuncia la baixa de Thomas Winkler i presenta a Sozos Michael com el nou vocalista de la formació.

## Estil
L'estil de Gloryhammer està influenciat pel power metal de finals dels 90', amb una orientació d'estil similar als primers discs de Rhapsody. Altres crítics veuen similituds entre la seva música i la de Blind Guardian o Dragon Force. La veu és ferma, polifacètica, clara i ha estat qualificada per diversos crítics com pionera per al gènere. Pel que fa a l'estructura de les cançons, la majoria d'estrofes són clàssiques, i les lletres narren una història de fantasia que transcorre a l'Escòcia medieval en el cas de Tales from the Kingdom of Fife, a l'espai -l'any 1992- en el de Space 1992: Rise of the Chaos Wizards i en un univers paral·lel en el de Legends from Beyond the Galactic Terrorvortex.

## Membres
- Sozos Michael – Veu, representa Angus McFife, Crown Prince of Dundee (Príncep Hereu de Dundee), Heir to the Kingdom of Fife (Hereu del Regne de Fife)
  - a RCW: Angus McFife XIII, Prince of the Galactic Empire of Fife (Príncep de l'imperi galàctic de Fife)
  - a LBGT: Angus McFife XIII, Crown Prince of Fife (Príncep Hereu de Fife)
- Christopher Bowes – Teclat, representa Zargothrax, Dark Sorcerer of Auchtermuchty (Bruixot sinistre de la ciutat d'Auchtermuchty)
  - a RCW: segueix sent el bruixot sinistre d'Auchtermuchty
  - a LBGT: Dark Emperor of Dundee (Emperador sinistre de la ciutat de Dundee)
- Paul Templing – Guitarra, representa Ser Proletius, Grand Master of the Templar Knights of Crail (Gran mestre dels cavallers templers del royal burgh de Crail)
  - a RCW: Grand Master of the Spaceknights of Crail (Gran mestre dels cavallers espacials del royal burgh de Crail)
  - a LBGT: Grand Master of the Deathknights of Crail (Gran mestre dels cavallers mortífers del royal burgh de Crail)
- James Cartwright – Baixista, representa HOOTSMAN, Barbarian Warrior of Unst (Guerrer bàrbar de l'illa d'Unst)
  - a RCW: the Barbarian King of California (Rei bàrbar de Califòrnia)
  - a LBGT: Astral Demigod of Unst (Semidéu astral de l'illa d'Unst)
- Ben Turk – Bateria, representa Ralathor, the Mysterious Hermit of Cowdenbeath (el misteriós ermità de la ciutat de Cowdenbeath)
  - a RCW: the Mysterious Spacehermit of the Cowdenbeath Sector (el misteriós ermità del sector espacial de Cowdenbeath)
  - a LBGT: Mysterious Submarine Commander of Cowdenbeath (misteriós comandant de submarins de la ciutat de Cowdenbeath)

## Membres anteriors
- Thomas Winkler – Veu, representava Angus McFife, Crown Prince of Dundee, Heir to the Kingdom of Fife.

## Discografia
- Tales from the Kingdom of Fife (2013)
- Space 1992: Rise of the Chaos Wizards (2015)
- Legends from Beyond the Galactic Terrorvortex (2019)